# Controllo elettronico della stabilità

Spia dell'ESP

Spia dell'ESP

Il controllo elettronico della stabilità, in acronimo ESP (dall'inglese Electronic Stability Program), ESC (Electronic Stability Control), VDC (Vehicle Dynamic Control), VSC (Vehicle Stability Control) o DSC (Dynamic Stability Control) è un'unità di controllo elettronico o sistema integrato di sicurezza attiva per autoveicoli.

## Descrizione
Si tratta di un sistema per il controllo della stabilità dell'automobile, che agisce in fase di sbandata, regolando la potenza del motore e frenando le singole ruote con differente intensità in modo tale da ristabilizzare l'assetto della vettura.

Tale dispositivo è efficace nel correggere sia eventuali situazioni di sovrasterzo o sottosterzo, che si possono verificare in caso di errata impostazione di una curva, sia in caso di improvvisa deviazione di traiettoria, evitando lo sbandamento del veicolo.
Da poco, alcuni veicoli commerciali dispongono dell'Adaptive ESC, capace di modificare il tipo di intervento in base al peso del mezzo e quindi, al carico che al momento viene trasportato. Si tratta di un'evoluzione dell'ESC, basata sui MEMS prodotti da STMicroelectronics, una tecnologia la cui funzione era di fermare la frenata prima di un blocco e slittamento delle ruote.
Dal 2014, in Europa, esordisce l'Enhanced Transitional Stability (ETS), abbinato a ESC, un sistema predittivo antislittamento che analizza le condizioni di guida e interviene in anticipo rispetto a una potenziale perdita di controllo da parte del guidatore.

### Componenti
L'ESC si avvale di alcune informazioni che arrivano dalla vettura stessa in movimento:
- 4 sensori di velocità (uno per ruota) integrati nel mozzo ruota che comunicano alla centralina la velocità istantanea di ogni singola ruota.
- 1 sensore di angolo di sterzo, che comunica alla centralina la posizione e i movimenti del volante e quindi le intenzioni del guidatore.
- 3 accelerometri (uno per asse spaziale) normalmente posizionati a centro vettura, indicano alla centralina le forze agenti sull'automobile.
- alcuni sensori già presenti sulla gestione motore come la posizione della farfalla dell'acceleratore e il sensore del freno.

### Funzionamento
La centralina interviene sia sull'alimentazione del motore (riducendone la coppia) sia sulle singole pinze freno, correggendo la dinamica della vettura. In particolar modo in caso di sottosterzo i freni intervengono frenando la ruota posteriore interna alla curva, creando un momento meccanico opposto alla sbandata, mentre in caso di sovrasterzo viene frenata la ruota anteriore esterna alla curva, generando sempre un movimento opposto.

### Integrazioni
Questo sistema è generalmente associato ai sistemi di controllo della trazione (TCS) e all'antibloccaggio delle ruote (ABS), essendo di fatto complementari nel mantenimento della stabilità del veicolo nelle varie condizioni di marcia, come nelle frenate più decise in curva, sul bagnato o fondo a bassa aderenza e in caso di frenata con aderenza diversa sulle ruote

## Normative
L'Unione europea ha deciso di rendere il sistema obbligatorio per gli autoveicoli di nuova omologazione a partire dal 1º novembre 2011, mentre per i modelli già in vendita oppure omologati in data antecedente, tale obbligo decorre dal novembre 2014. Da quel momento tutti gli autoveicoli di nuova immatricolazione dovranno in ogni caso disporre di serie del dispositivo.
A partire dal 1º gennaio 2013, per altri autoveicoli di nuova omologazione, quali minivan con più di otto posti a sedere, pullman e autobus, nonché per tutti i veicoli commerciali dal peso superiore alle 3,5 tonnellate, il sistema ESC verrà obbligatoriamente corredato da altri ausili alla sicurezza attiva, quali il sistema di frenata automatica (AEB) per prevenire i tamponamenti, e il segnalatore di cambio corsia, onde evitare uscite di strada dovute a un "colpo di sonno" del conducente. 
Tali sistemi di corredo, sono divenuti obbligatori per tutti i veicoli di nuova immatricolazione a partire dal 1º gennaio 2015.
L'ESC era già obbligatorio da alcuni anni in altri paesi come USA, Canada, Israele e Australia, su tutte le vetture di nuova immatricolazione.

## Tecnologie correlate
- ABS - Sistema anti bloccaggio
- ASR o TCS - Controllo della trazione
- CBC - Cornering Brake Control
- EBD - Ripartitore elettronico di frenata